# 대구광역시의 버스전용차로
대구광역시의 버스전용차로는 대구광역시에서 지정해 관리하고 있는 버스전용차로를 말한다.
1991년 12월 26일에 최초로 지정되기 시작하여 2017년 기준 20개 구간 총 117.2km가 운영되고 있다.

## 연혁
- 1991년 12월 26일 : 국채보상로 (MBC네거리 ~ 종각네거리) 4.0km 구간에 버스전용차로 지정
- 1992년 12월 15일 : 국채보상로 (중리네거리 ~ 서성네거리) 7.0km 구간에 버스전용차로 지정
- 1993년 7월 20일 : 달구벌대로 (만촌네거리 ~ 봉산육거리) 4.4km 구간, 서대구로 (만평네거리 ~ 두류네거리) 7.0km 구간에 버스전용차로 지정
- 1993년 9월 20일 : 팔달로 (태전교 ~ 원대오거리) 5.4km 구간에 버스전용차로 지정
- 1994년 1월 1일 : 아양로와 칠성로 (입석네거리 ~ 칠성교) 2.6km 구간에 버스전용차로 지정
- 1994년 8월 11일 : 태평로 (달성네거리 ~ 동인네거리) 2.1km 구간에 버스전용차로 지정
- 1994년 9월 22일 : 명덕로 (궁전맨션삼거리 ~ 반고개네거리) 4.7km 구간, 성당로 (성당네거리 ~ 내당네거리) 3.1km 구간, 동대구로 (두산오거리 ~ MBC네거리) 4.1km 구간에 버스전용차로 지정
- 1994년 12월 20일 : 달서로 (원대오거리 ~ 내당네거리) 2.9km 구간, 중앙대로 (도청교 ~ 대구역) 1.7km 구간, 화랑로 (효목네거리 ~ MBC네거리) 4.0km 구간에 버스전용차로 지정
- 1998년 1월 20일 : 중앙대로 (영대네거리 ~ 반월당) 2.0km 구간, 수성로 (중동네거리 ~ 대구은행네거리) 2.1km 구간, 월배로 (유천교 ~ 성당네거리) 4.9km 구간, 대명로 (성당네거리 ~ 영대병원네거리) 6.4km 구간에 버스전용차로 지정
- 1998년 6월 22일 : 안심로 (반야월삼거리 ~ 입석네거리) 5.5km 구간에 버스전용차로 지정
- 2002년 6월 1일 : 달구벌대로 (만촌네거리 ~ 경산시 경계) 15.0km 구간에 버스전용차로 지정
- 2006년 2월 19일 : 대구광역시 버스전용차로 대개편[2]

| 도로명         | 기점           | 기점           | 종점           | 종점           | 길이    | 길이    | 운영방법 | 운영방법 | 운영시간   | 운영시간   | 비고                       |
| 도로명         | 변경 전        | 변경 후        | 변경 전        | 변경 후        | 변경 전 | 변경 후 | 변경 전  | 변경 후  | 변경 전    | 변경 후    | 비고                       |
| -------------- | -------------- | -------------- | -------------- | -------------- | ------- | ------- | -------- | -------- | ---------- | ---------- | -------------------------- |
| 북비산로       | 이현네거리     | 이현네거리     | 평리네거리     | 평리네거리     | 1.5km   | 1.5km   |          |          |            |            | 전용차로 폐지              |
| 황금로         | 만촌네거리     | 만촌네거리     | 황금네거리     | 황금네거리     | 7.0km   | 7.0km   |          |          |            |            | 전용차로 폐지              |
| 봉덕로         | 신천대로       | 신천대로       | 영대네거리     | 영대네거리     | 1.2km   | 1.2km   |          |          |            |            | 전용차로 폐지              |
| 명덕로         | 궁전맨션삼거리 | 궁전맨션삼거리 | 명덕네거리     | 명덕네거리     | 2.8km   | 2.8km   |          |          |            |            | 전용차로 폐지              |
| 구마로         | 본리네거리     | 본리네거리     | 성당네거리     | 성당네거리     | 1.9km   | 1.9km   |          |          |            |            | 전용차로 폐지              |
| 칠곡로         | 칠곡지하차도   | 칠곡지하차도   | 태전교         | 태전교         | 1.2km   | 1.2km   |          |          |            |            | 전용차로 폐지              |
| 달구벌대로     | 두류네거리     | 두류네거리     | 성서 나들목    | 성서 나들목    | 8.0km   | 8.0km   | 양방향   | 양방향   | 오전, 오후 | 오전, 오후 | 구간 신설                  |
| 국채보상로     | 중리네거리     | 신평리네거리   | 서성네거리     | 서성네거리     | 7.0km   | 6.0km   | 양방향   | 양방향   | 오전, 오후 | 오전, 오후 | 구간 단축                  |
| 달구벌대로     | 만촌네거리     | 만촌네거리     | 경산시 경계    | 담티고개       | 15.0km  | 2.8km   | 양방향   | 양방향   | 오전, 오후 | 오전, 오후 | 구간 단축                  |
| 달구벌대로     | 만촌네거리     | 만촌네거리     | 봉산육거리     | 수성교         | 4.4km   | 6.6km   | 양방향   | 양방향   | 오전       | 오전, 오후 | 구간 연장 및 운영시간 확장 |
| 서대구로       | 만평네거리     | 만평네거리     | 두류네거리     | 두류네거리     | 7.6km   | 7.0km   | 양방향   | 양방향   | 오전       | 오전, 오후 | 구간 단축 및 운영시간 확장 |
| 팔달로         | 태전교         | 태전교         | 원대오거리     | 원대오거리     | 5.4km   | 10.4km  | 일방향   | 양방향   | 오전, 오후 | 오전, 오후 | 구간 연장                  |
| 팔달로         | 만평네거리     | 만평네거리     | 팔달교         | 팔달교         | 0.8km   | 0.8km   | 일방향   | 일방향   | 오전, 오후 | 오전, 오후 | 전용차로 폐지              |
| 아양로, 칠성로 | 입석네거리     | 입석네거리     | 칠성교         | 칠성교         | 2.6km   | 8.0km   | 일방향   | 양방향   | 오전       | 오전, 오후 | 구간 연장 및 운영시간 확장 |
| 태평로         | 달성네거리     | 달성네거리     | 동인네거리     | 동인네거리     | 2.1km   | 4.0km   | 일방향   | 양방향   | 오전       | 오전, 오후 | 구간 연장 및 운영시간 확장 |
| 명덕로         | 명덕네거리     | 명덕네거리     | 반고개네거리   | 반고개네거리   | 1.9km   | 3.6km   | 일방향   | 양방향   | 오전       | 오전, 오후 | 구간 연장 및 운영시간 확장 |
| 성당로         | 성당네거리     | 성당네거리     | 내당네거리     | 내당네거리     | 3.1km   | 6.0km   | 일방향   | 양방향   | 오전       | 오전, 오후 | 구간 연장 및 운영시간 확장 |
| 동대구로       | 두산오거리     | 두산오거리     | 파티마삼거리   | MBC네거리      | 6.0km   | 4.1km   | 일방향   | 일방향   | 오전       | 오전       | 구간 단축                  |
| 동대구로       | MBC네거리      | MBC네거리      | 두산오거리     | 두산오거리     | 4.1km   | 4.1km   | 일방향   | 일방향   | 오후       | 오후       | 구간 신설                  |
| 달서로         | 원대오거리     | 원대오거리     | 내당네거리     | 반고개네거리   | 2.9km   | 5.8km   | 일방향   | 양방향   | 오전       | 오전, 오후 | 구간 연장 및 운영시간 확장 |
| 중앙대로       | 도청교         | 동침산네거리   | 대구역         | 대구역         | 1.7km   | 3.0km   | 일방향   | 양방향   | 오전       | 오전, 오후 | 구간 연장 및 운영시간 확장 |
| 중앙대로       | 영대네거리     | 영대네거리     | 반월당         | 반월당         | 2.0km   | 4.6km   | 일방향   | 양방향   | 오전       | 오전, 오후 | 구간 연장 및 운영시간 확장 |
| 화랑로         | 효목네거리     | 효목네거리     | MBC네거리      | MBC네거리      | 4.0km   | 4.0km   | 일방향   | 양방향   | 오전, 오후 | 오전, 오후 | 운영방법 변경              |
| 수성로         | 중동네거리     | 중동네거리     | 대구은행네거리 | 대구은행네거리 | 2.0km   | 2.1km   | 일방향   | 일방향   | 오전       | 오전       | 구간 연장                  |
| 수성로         | 대구은행네거리 | 대구은행네거리 | 중동네거리     | 중동네거리     | 2.1km   | 2.1km   | 일방향   | 일방향   | 오후       | 오후       | 구간 신설                  |
| 월배로         | 유천교         | 상인네거리     | 성당네거리     | 성당네거리     | 4.9km   | 5.6km   | 일방향   | 양방향   | 오전       | 오전, 오후 | 구간 연장 및 운영시간 확장 |
| 대명로         | 성당네거리     | 성당네거리     | 영대네거리     | 영대네거리     | 3.1km   | 6.4km   | 일방향   | 양방향   | 오전       | 오전, 오후 | 구간 연장 및 운영시간 확장 |
| 안심로         | 반야월삼거리   | 반야월삼거리   | 입석네거리     | 입석네거리     | 5.5km   | 9.0km   | 일방향   | 양방향   | 오전       | 오전, 오후 | 구간 연장 및 운영시간 확장 |

## 운영 구간
| 도로명         | 구간           | 구간           | 연장   | 지정일           | 해제일          | 운영방법   | 비고                     |
| 도로명         | 시점           | 종점           | 연장   | 지정일           | 해제일          | 운영방법   | 비고                     |
| -------------- | -------------- | -------------- | ------ | ---------------- | --------------- | ---------- | ------------------------ |
| 구마로         | 본리네거리     | 성당네거리     | 1.9km  |                  | 2006년 2월 19일 |            |                          |
| 국채보상로     | 종각네거리     | MBC네거리      | 4.0km  | 1991년 12월 26일 |                 | 오전, 오후 |                          |
| 국채보상로     | 중리네거리     | 신평리네거리   | 1.0km  | 1992년 12월 15일 | 2006년 2월 19일 | 오전, 오후 |                          |
| 국채보상로     | 신평리네거리   | 서성네거리     | 6.0km  | 1992년 12월 15일 |                 | 오전, 오후 |                          |
| 달구벌대로     | 성서 나들목    | 두류네거리     | 8.0km  | 2006년 2월 19일  |                 | 오전, 오후 |                          |
| 달구벌대로     | 수성교         | 만촌네거리     | 6.6km  | 1993년 7월 20일  |                 | 오전, 오후 |                          |
| 달구벌대로     | 만촌네거리     | 담티고개       | 2.8km  | 2002년 6월 1일   |                 | 오전, 오후 |                          |
| 달구벌대로     | 담티고개       | 경산시 경계    | 12.2km | 2002년 6월 1일   | 2006년 2월 19일 | 오전, 오후 |                          |
| 봉덕로         | 신천대로       | 영대네거리     | 1.2km  |                  | 2006년 2월 19일 |            |                          |
| 북비산로       | 이현네거리     | 평리네거리     | 1.5km  |                  | 2006년 2월 19일 |            |                          |
| 서대구로       | 만평네거리     | 두류네거리     | 7.0km  | 1993년 7월 20일  |                 | 오전, 오후 |                          |
| 칠곡로         | 칠곡지하차도   | 태전교         | 1.2km  |                  | 2006년 2월 19일 |            |                          |
| 팔달로         | 태전교         | 원대오거리     | 10.4km | 1993년 9월 20일  |                 | 오전, 오후 |                          |
| 팔달로         | 만평네거리     | 팔달교         | 0.8km  |                  | 2006년 2월 19일 | 오전, 오후 | 팔달교 방향만 운영       |
| 신암로, 아양로 | 칠성교         | 입석네거리     | 8.0km  | 1994년 1월 1일   |                 | 오전, 오후 |                          |
| 태평로         | 달성네거리     | 동인네거리     | 4.0km  | 1994년 8월 11일  |                 | 오전, 오후 |                          |
| 명덕로         | 명덕네거리     | 반고개네거리   | 3.6km  | 1994년 9월 22일  |                 | 오전, 오후 |                          |
| 명덕로         | 궁전맨션삼거리 | 명덕네거리     | 2.8km  | 1994년 9월 22일  | 2006년 2월 19일 | 오전, 오후 |                          |
| 성당로         | 성당네거리     | 내당네거리     | 6.0km  | 1994년 9월 22일  |                 | 오전, 오후 |                          |
| 동대구로       | 두산오거리     | MBC네거리      | 4.1km  | 1994년 9월 22일  |                 | 오전       | MBC네거리 방향만 운영    |
| 동대구로       | MBC네거리      | 파티마삼거리   | 1.9km  | 1994년 9월 22일  | 2006년 2월 19일 | 오전       | 파티마삼거리 방향만 운영 |
| 동대구로       | MBC네거리      | 두산오거리     | 4.1km  | 2006년 2월 19일  |                 | 오후       | 두산오거리 방향만 운영   |
| 달서로         | 원대오거리     | 반고개네거리   | 5.8km  | 1994년 12월 20일 |                 | 오전, 오후 |                          |
| 중앙대로       | 동침산네거리   | 대구역         | 3.0km  | 1994년 12월 20일 |                 | 오전, 오후 |                          |
| 중앙대로       | 영대병원네거리 | 반월당         | 4.6km  | 1998년 1월 20일  |                 | 오전, 오후 |                          |
| 화랑로         | 효목네거리     | MBC네거리      | 4.0km  | 1994년 12월 20일 |                 | 오전, 오후 |                          |
| 수성로         | 중동네거리     | 대구은행네거리 | 2.1km  | 1998년 1월 20일  |                 | 오전       | 대구은행 방향만 운영     |
| 수성로         | 대구은행네거리 | 중동네거리     | 2.1km  | 2006년 2월 19일  |                 | 오후       | 중동네거리 방향만 운영   |
| 월배로         | 상인네거리     | 성당네거리     | 5.6km  | 1998년 1월 20일  |                 | 오전, 오후 |                          |
| 대명로         | 성당네거리     | 영대병원네거리 | 6.4km  | 1998년 1월 20일  |                 | 오전, 오후 |                          |
| 안심로         | 반야월삼거리   | 입석네거리     | 9.0km  | 1998년 6월 22일  |                 | 오전, 오후 |                          |
| 황금로         | 만촌네거리     | 황금네거리     | 7.0km  |                  | 2006년 2월 19일 |            |                          |